# Université de Californie du Sud
L'université de Californie du Sud (en anglais : University of Southern California, USC) est une université privée située à Los Angeles. Fondée en 1880, elle est  considérée comme l'une des universités les plus prestigieuses au monde et l'une des plus sélectives des États-Unis avec un taux d'admission de 11 % pour la promotion 2023. Son budget 2017-2018 est de 4,9 milliards de dollars.

## Histoire
À la fin de 2018, l'USC a accepté de verser 215 millions pour clore une poursuite judiciaire au niveau fédéral contre le gynécologue George Tyndall (en). En mars 2021, l'USC a décidé de verser 852 millions US$ pour mettre un terme à des poursuites judiciaires au niveau de la Californie visant le même gynécologue accusé d'avoir abusé sexuellement de centaines de femmes. L'administration de l'université aurait négligé de réagir proprement aux centaines de plaintes déposées dans les trente dernières années à l'encontre de Tyndall.

## Description
L'USC abrite la Viterbi School of Engineering, qui est classée 10e meilleure école d'ingénieurs au monde. L'université a été l'un des premiers nœuds sur ARPANET et est le berceau du Domain Name System. Elle est connue comme le centre de la culture cinématographique américaine et compte plus d'anciens élèves qui ont remporté un Oscar du cinéma que toute autre institution dans le monde.
Dans le domaine sportif, les Trojans de l'USC défendent les couleurs de l'université. Les athlètes de l'USC ont remporté 288 médailles aux Jeux olympiques (135 médailles d'or, 88 d'argent et 65 de bronze), plus que toute autre université au monde. Dix lauréats du prix Nobel et onze boursiers Rhodes sont affiliés à l'USC comme anciens étudiants, professeurs ou membres du personnel.
L'USC est connue pour sa forte culture scolaire. Pour garder les anciens élèves en contact, le réseau Trojan se compose de plus de 100 groupes d'anciens élèves sur quatre continents (Amérique du Nord, Amérique du Sud, Europe et Asie). Un adage commun parmi ceux associés à l'école est que l'on est un « Trojans for Life ». L'USC se targue d'être à la source de 8 milliards de dollars de production économique en Californie.

## Administration
L'université est contrôlée par un conseil d'administration (Board of Trustees) d'environ 50 membres pouvant voter et de plusieurs conseillers à vie, honoraires ou émérites qui ne participent pas aux votes. L'exécutif est constitué d'un président, d'un prévôt (Provost), plusieurs vice-présidents dirigeant les facultés, un directeur des systèmes d'information, un trésorier et un directeur des activités sportives.

### Liste des présidents
- 1880-1891 : Marion McKinley Bovard
- 1892-1895 : Joseph Pomeroy Widney
- 1895-1899 : George W. White
- 1903-1921 : George F. Bovard
- 1921-1947 : Rufus Bernhard von KleinSmid
- 1947-1957 : Fred D. Fagg, Jr.
- 1958-1970 : Norman Topping
- 1970-1980 : John Randolph Hubbard
- 1980-1991 : James Zumberge
- 1991-2010 : Steven B. Sample
- 2010-2018 : C. L. Max Nikias[8]
- 2018-2019 : Wanda Austin (intérim)[9]
- Depuis 2019 : Carol Folt

## L'école de cinéma
L'université de la Californie du Sud est réputée pour son école de cinéma, qui fut fondée en 1929. Elle a formé quelques-uns des grands noms du cinéma américain : Robert Zemeckis, Ron Howard, John Carpenter ou encore George Lucas. La fondation de ce dernier a annoncé en septembre 2006 qu'elle ferait un don de 175 millions de dollars notamment pour construire ou rénover les bâtiments puis dix millions en 2016 et en 2017 pour encourager la « diversité ».
La présence de cette école de cinéma et la proximité de l'USC avec les studios de cinéma d'Hollywood ont fait que l'université a été utilisée dans de nombreuses productions cinématographiques, des publicités et des émissions. On y a souvent tourné des scènes censées se dérouler à l'université Harvard ou à celle d'Oxford, utilisation rendue possible par l'aspect et l'architecture de l'université.

## Personnalités liées à l'université.
- Claudia Rankine
- David St. John
- Lily Collins
- Judith Love Cohen
- Mark Kac
- Saweetie
- Ashley Hinson
- Walter Lee Williams
- Margaret Chung
- Alexander Ludwig
- Nonny de la Peña

## Galerie

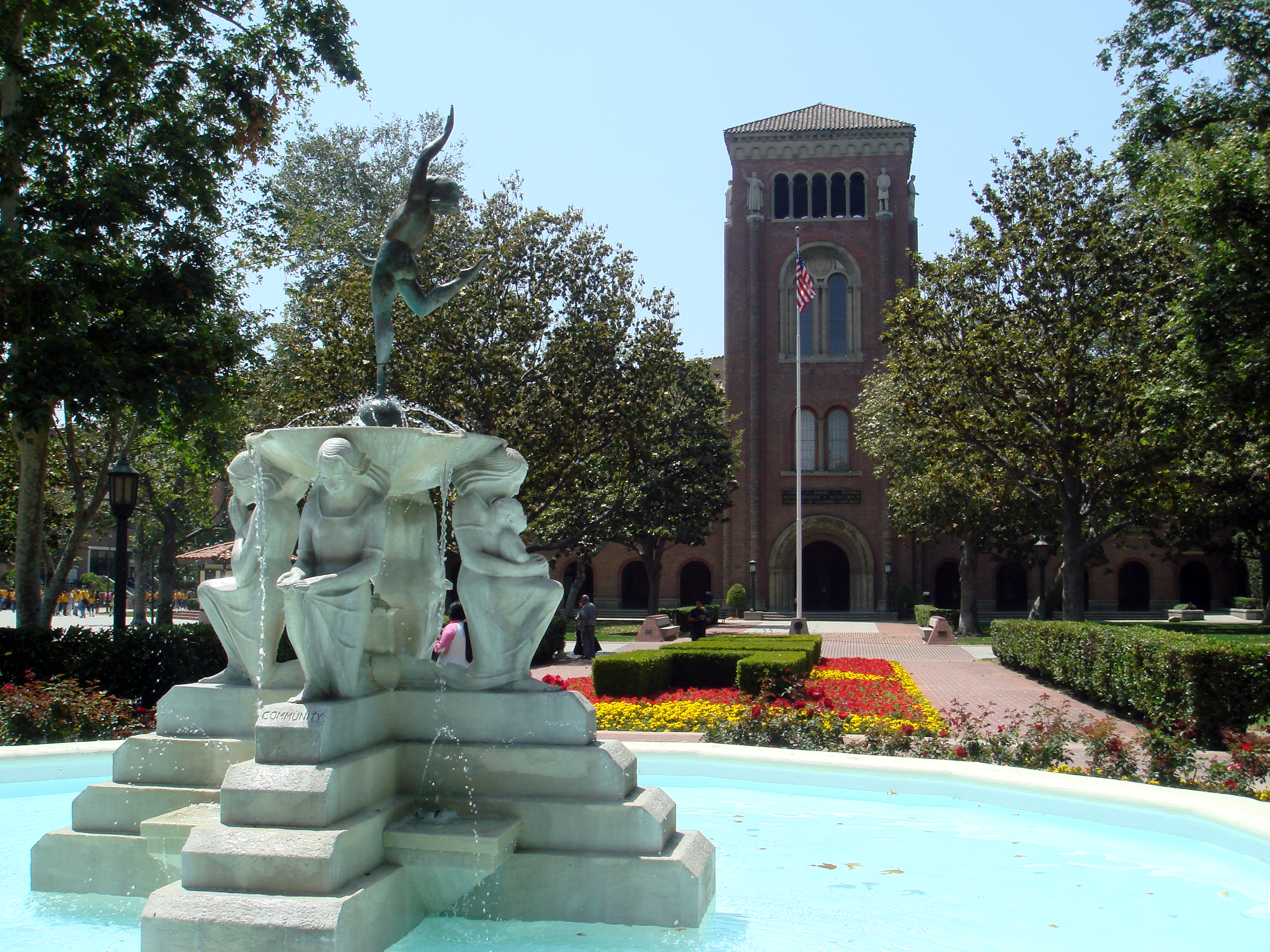
Le bureau administratif Bovard.
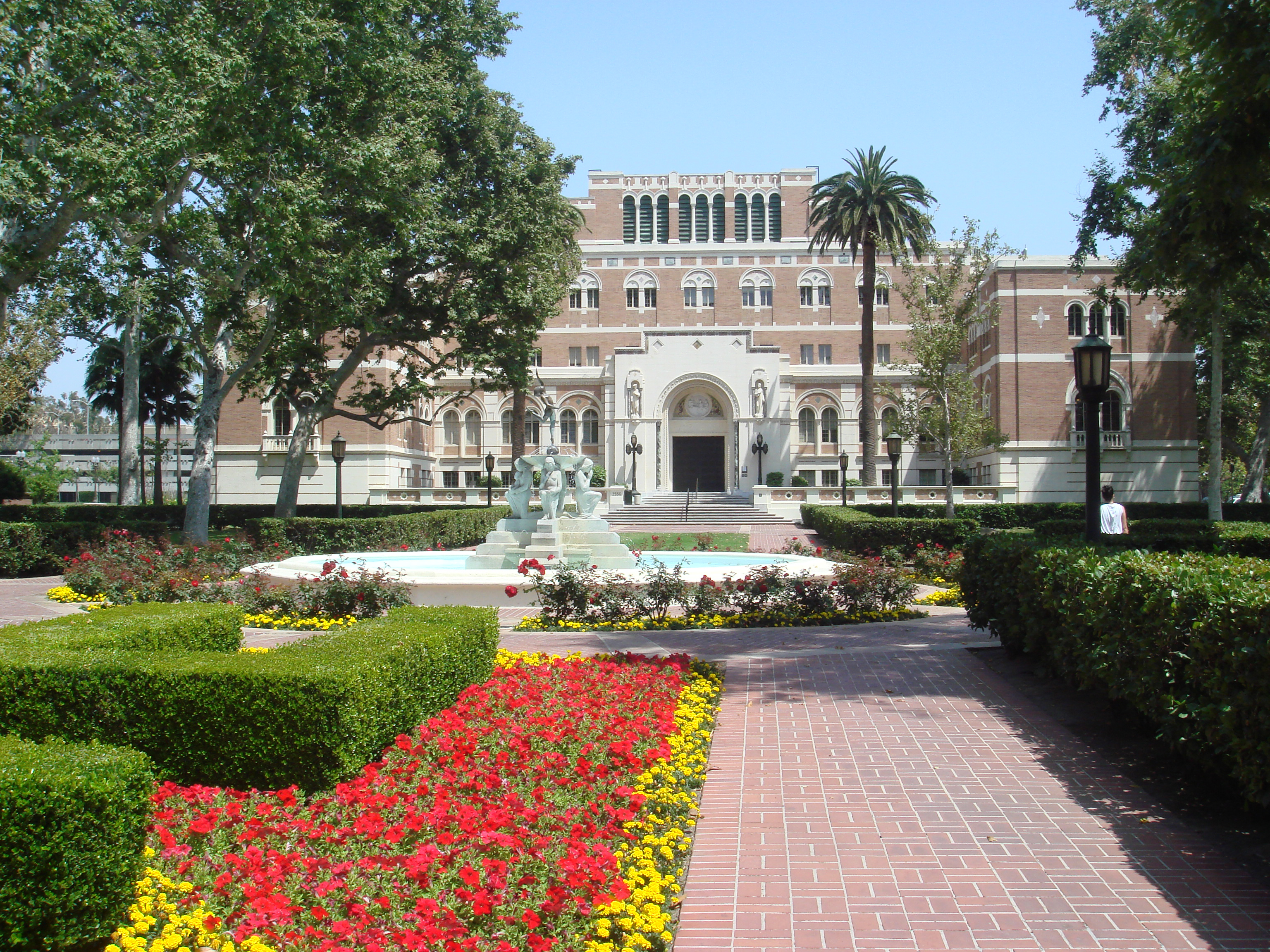
La bibliothèque-mémorial Edward L. Doheny Jr.
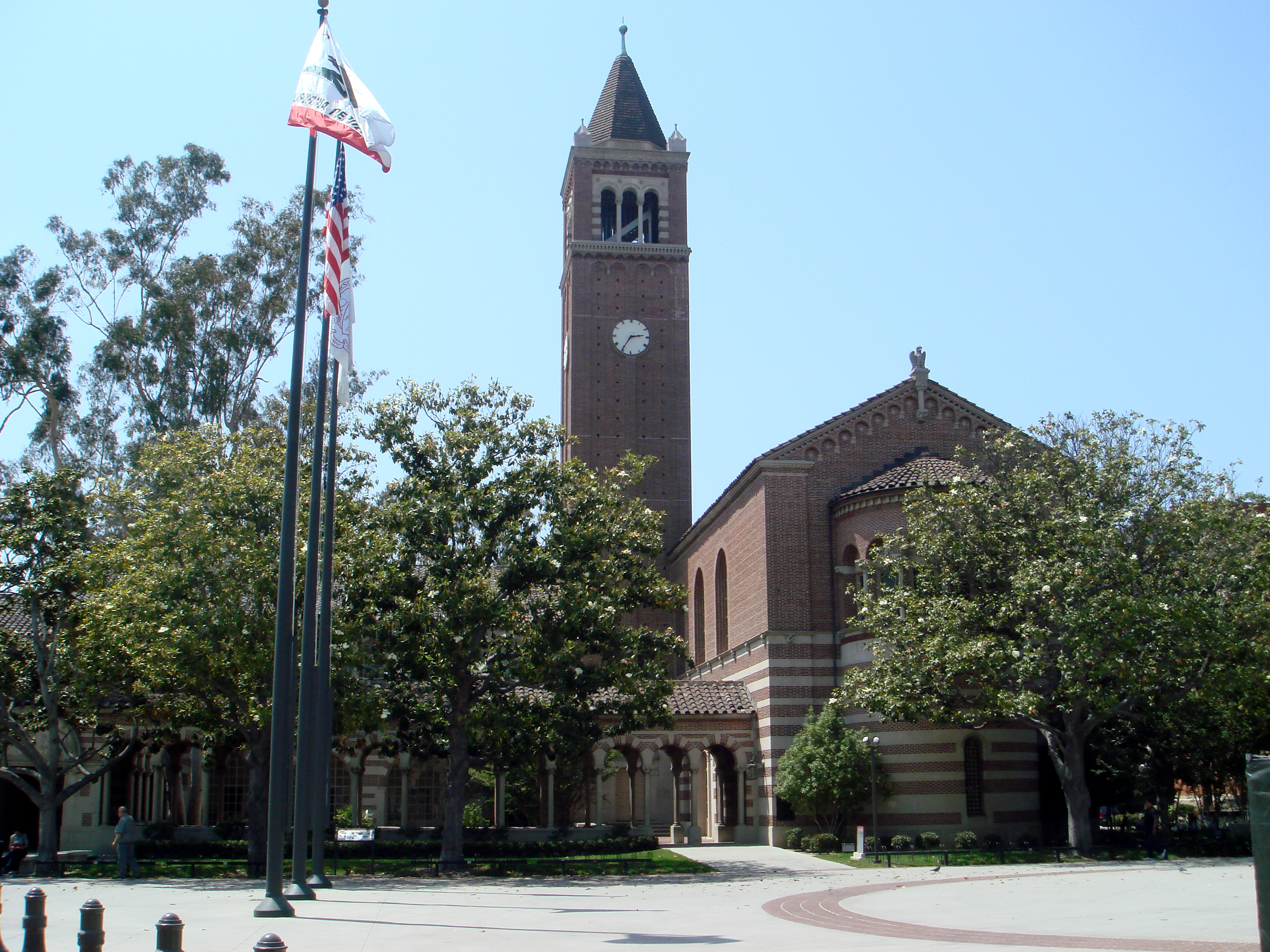
Le hall de philosophie Mudd.
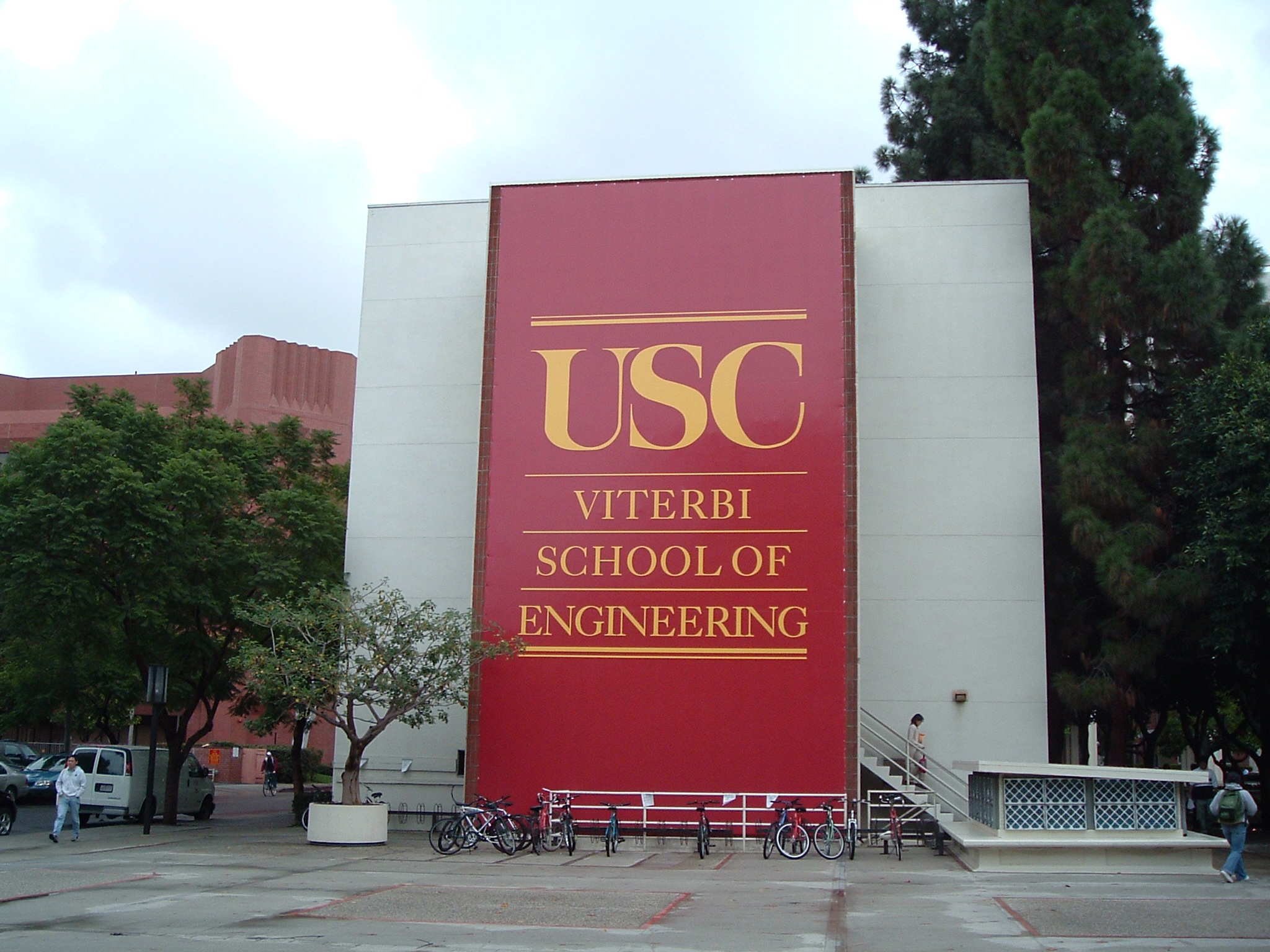
L'école d'ingénierie Viterbi.